# Zeldovich-Mechanismus
Als Zeldovich-Mechanismus (nach dem sowjetischen Physiker Jakow Borissowitsch Seldowitsch, auch thermischer NO-Mechanismus) bezeichnet man die Oxidation atmosphärischen Stickstoffs.
{\displaystyle {\ce {O + N2 -> NO + N}}}
{\displaystyle {\ce {N + O2 -> NO + O}}}
Der erste Schritt der Reaktion benötigt eine Aktivierungsenergie von 315 kJ/mol, die Reaktion findet deshalb nur unter hohen Temperaturen, zum Beispiel in den heißen Bereichen einer Flamme, oder beim Wiedereintritt eines Flugkörpers in die Erdatmosphäre statt. Sie wird deshalb auch zur Analyse von Verbrennungsprozessen verwendet. Die Bildungsrate von NO nimmt bei Temperaturen oberhalb des Bereichs von 1200 °C bis 1400 °C (umgerechnet etwa 1500 bis 1700 Kelvin) exponentiell zu.
Dieser Mechanismus wurde später von Lavoie, Heywood und Keck (1970) erweitert:
{\displaystyle {\ce {O + N2 <-> NO + N}}} (1)
{\displaystyle {\ce {N + O2 <-> NO + O}}} (2)
{\displaystyle {\ce {N + OH <-> NO + H}}} (3)
Die Reaktionsgeschwindigkeiten ergeben sich zu
| {\displaystyle k_{1,\mathrm {vorw} }=7{,}6\times 10^{13}\times \exp \left(-{38370 \over T}\right)\mathrm {m^{3} \over kmol\cdot s} }            |
| {\displaystyle k_{1,\mathrm {r{\ddot {u}}ck} }=1{,}6\times 10^{13}\qquad \qquad \qquad \qquad \mathrm {m^{3} \over kmol\cdot s} }               |
| {\displaystyle k_{2,\mathrm {vorw} }=T*6{,}4\times 10^{9}\times \exp \left(-{3139 \over T}\right)\mathrm {m^{3} \over kmol\cdot s} }            |
| {\displaystyle k_{2,\mathrm {r{\ddot {u}}ck} }=T*1{,}5\times 10^{9}\times \exp \left(-{19500 \over T}\right)\mathrm {m^{3} \over kmol\cdot s} } |
| {\displaystyle k_{3}=2{,}8\times 10^{10}\qquad \qquad \qquad \qquad \ \ \ \quad \mathrm {m^{3} \over kmol\cdot s} }                             |

wobei T die Temperatur in Kelvin ist.

## Relevanz
Die Zeldovich-Reaktion findet ihre Bedeutung unter anderem im motorischen Verbrennungsprozess. Bei der motorischen Verbrennung wird das chemische Gleichgewicht während des Durchlaufens der Flammenfront im Brennraum nicht erreicht. NO bildet sich erst hinter der Flammenfront im Verbrannten. Die Reaktionen laufen trotz der hohen Temperatur selbst dort so langsam ab, dass kein Gleichgewichtszustand erreicht werden kann. Die Bildung von Stickoxiden wird begünstigt durch hohe Brennraumtemperaturen oberhalb ca. 2200 Kelvin (K) und Vorhandensein einer ausreichenden Sauerstoffkonzentration im Gemisch oberhalb λ=1. Bei der Expansion (einem Arbeitstakt beim 4-Takt-Verbrennungsmotor) findet zunächst eine leichte NO-Rückbildung statt, die aber schnell abklingt, da die Reaktionen bei Unterschreiten von 2200 K einfrieren.